# Capo d'Orlando
Capo d'Orlando er en italiensk by (og kommune) i regionen Sicilien i Italien, med omkring 13.031(2023) indbyggere.  